# 流星光
流星 光 （ながれぼし ひかる　1967年 - ）は、日本の漫画家、アシスタント。

## 人物
北海道出身。地元の高校卒業と同時に上京。上京先の大学を一年で中退後、アシスタントを経て、1991年ヤングマガジン月間新人賞『看板とりつけます！』でデビュー。その後、講談社発行の漫画誌「ヤングマガジン増刊海賊版（週刊ヤングマガジン参照）」1995年1号にて「デカラッパ」で初連載。
現在は主にアシスタント (漫画)として活動。自身のブログでWeb漫画を不定期連載中。趣味は草野球と読書。

## 受賞歴
- 1991年 - ヤングマガジン月間新人賞（『看板とりつけます！』）
- 1992年 - 第26回ちばてつや賞大賞[6]（『アドレス』）

## 主な作品
- 看板とりつけます！（読み切り 講談社週刊ヤングマガジン 1991年）
- デカラッパ（月刊連載 全6話 講談社週刊ヤングマガジン増刊海賊版）
- イタ・コール（読み切り 講談社週刊ヤングマガジン）
- 善次郎、・・その青春（読み切り 芳文社漫画タイムズ）
- 頂戴いたします！（週刊連載 全4話 芳文社漫画タイムズ）
- ゴールデン・ガール（読み切り 芳文社漫画タイムズ増刊・ネクストジェネレイション）
- -気まぐれスロッターズ- 四畳半倶楽部（月刊連載 全30話 月刊パチスロコミックGOLD 1999年12月号-2002年5月号 笠倉出版社）
- ホープ！（月刊連載 全4話 月刊パチプロ超テクコミック 笠倉出版社）
- 鳩ポッポ（月刊連載 全22話 月刊パチスロコミックGOLD 笠倉出版社）
- 社長・横島光吉 （原作：でじたけ　剣名舞プロダクションプロデュース）
- マンガでわかる！出社が楽しい経済学（宝島社 - 2009年別冊宝島）
- 夫の部下に力ずくで抱かれて… （コミックシーモア）

## 漫画単行本・関連書籍
- デカラッパ＜全1巻＞ （連載終了 ヤングマガジンコミックス、1995年12月発行、ISBN 978-4063235746）
- 発明と発見のひみつ （挿絵 学研まんが「新・ひみつシリーズ」、2005年11月発行、ISBN 978-4052023767）